# Ophrys fusca
Ophrys fusca, thường được gọi là lan ong tối hoặc lan ong đen, là một loài lan có nguồn gốc từ Địa Trung Hải từ tây nam Châu Âu và Bắc Phi đến Tây Á. Đa số các phân loài của Ophrys fusca được thụ phấn bởi những con đực của ong chi Andrena.

## Phân loài
Năm phân loài hiện được công nhận (tháng 5 năm 2014):
- Ophrys fusca subsp. blitopertha (Paulus & Gack) Faurh. & H.A.Pedersen - Thổ Nhĩ Kỳ, đảo Hy Lạp
- Ophrys fusca subsp. cinereophila (Paulus & Gack) Faurh.- Hy Lạp, Thổ Nhĩ Kỳ, Síp, Lebanon, Syria
- Ophrys fusca subsp. fusca - từ Bồ Đào Nha đến Thổ Nhĩ Kỳ
- Ophrys fusca subsp. iricolor (Desf.) K.Richt. - từ Bồ Đào Nha đến Thổ Nhĩ Kỳ
- Ophrys fusca subsp. pallida (Raf.) E.G.Camus in E.G.Camus & A.A.Camus - Sicily, Tunisia, Algeria

## Hình ảnh

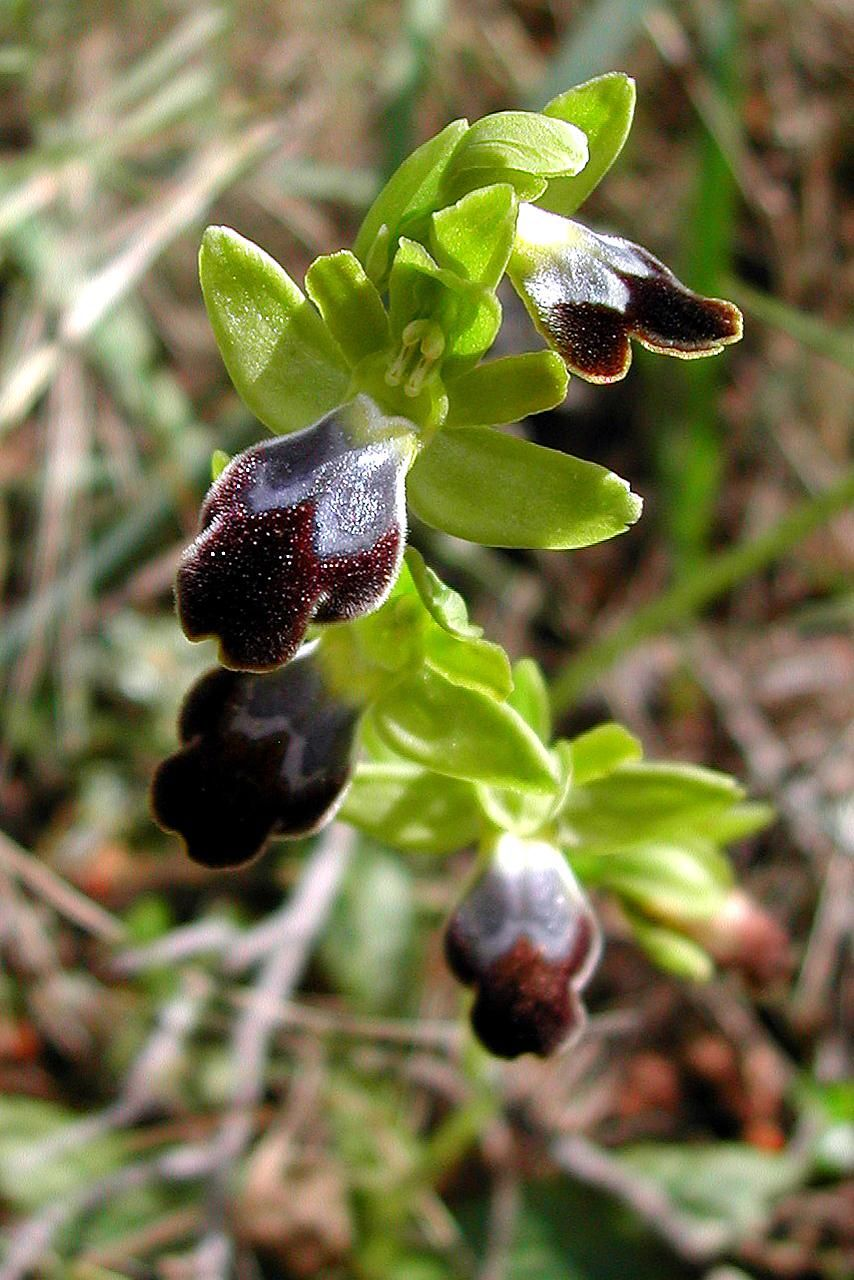
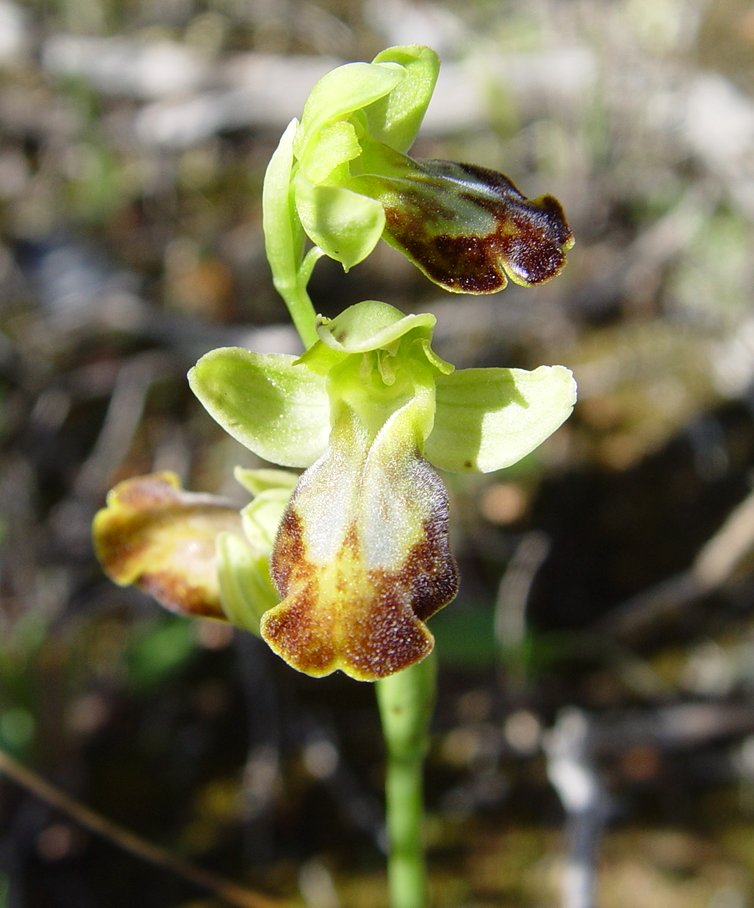
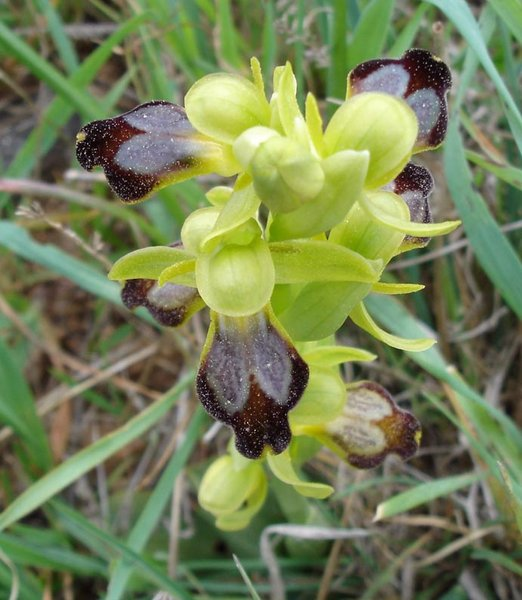